# Tronorden

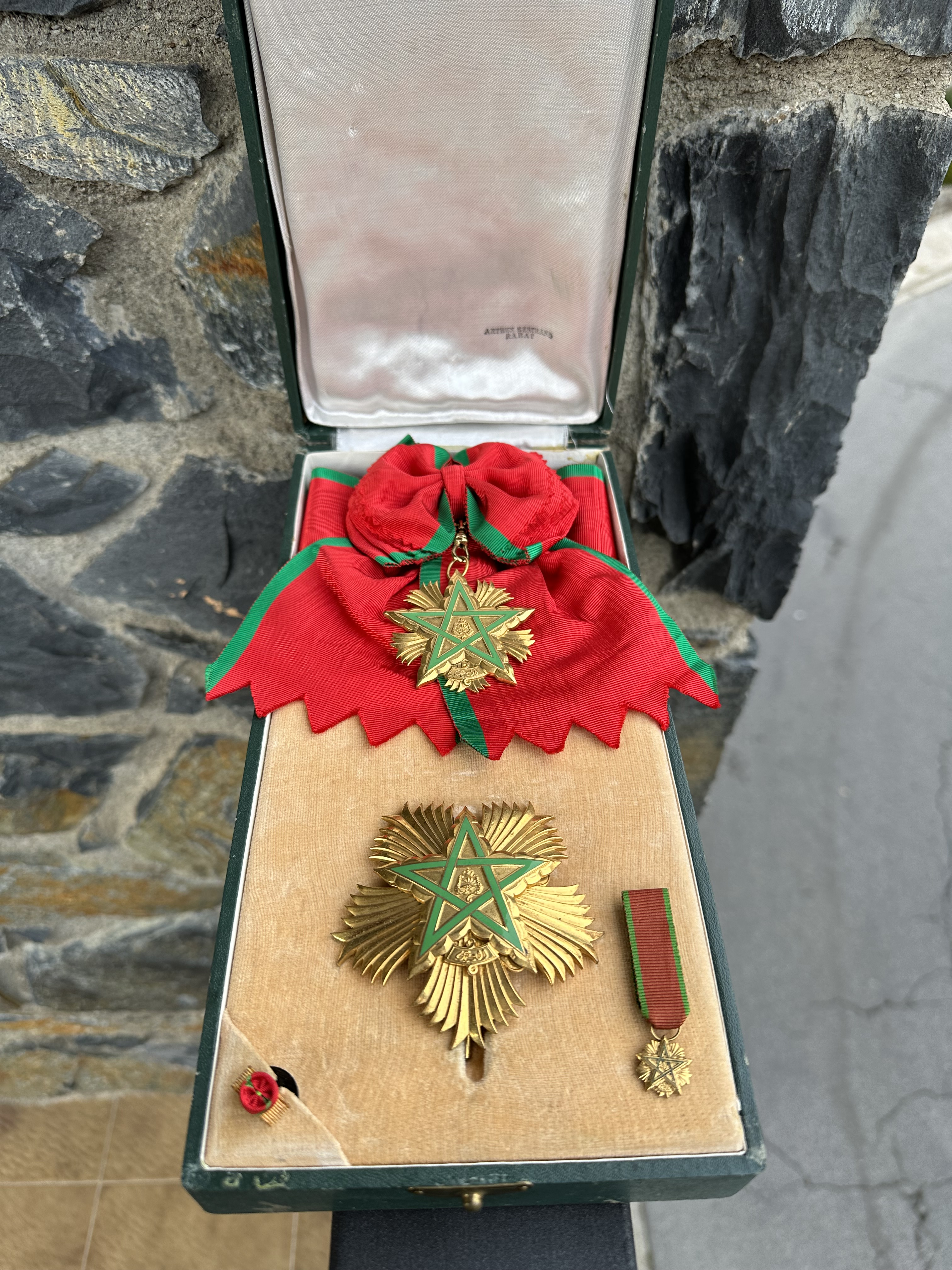
Ordens tecken

Tronorden (arabiska: وسام العرش) är en marockansk orden som grundades år 1963 av kungen Hassan II. Den tilldelas för meriterad tjänst till både civila och soldater. Den högsta graden är begränsad till 20 personer. Marockos regerande kung är ordens stormästare.
Orden består av fem grader:
- storkors
- storofficerare
- kommendör
- officerare
- riddare